# Киржниц, Давид Абрамович
Дави́д Абра́мович Киржниц (13 октября 1926, Москва — 4 мая 1998, там же) — советский и российский физик, член-корреспондент АН СССР (1987). Специалист в области теоретической ядерной физики, теории экстремальных состояний вещества, астрофизики.

## Биография
Родился 13 октября 1926 в Москве. Отец, Абрам Давидович Киржниц — революционер-бундовец, известный журналист, общественный деятель, историк еврейского революционного движения, один из руководителей ОЗЕТ. Мать, Любовь Соломоновна Киржниц (Бейлина) — журналист, затем культурный работник в медицинских учреждениях. Внук иркутского городского раввина Соломона Хаимовича Бейлина (1858—1943). В начале 1938 Абрам Киржниц был арестован по делу о «продаже Дальнего Востока японцам», был освобожден в январе 1940 и в апреле того же года умер.
В июле 1941 Давид был эвакуирован из Москвы в детский интернат около города Кыштым Челябинской области. Летом 1943 окончил экстерном среднюю школу и поступил в Московский авиационный институт.
В 1945 с помощью Л. Д. Ландау перешел на физический факультет МГУ. Дипломную работу выполнил под руководством Александра Компанейца.
В 1949 окончил физфак МГУ и по распределению был направлен на работу инженером в Горький на оборонный завод им. Сталина.
В 1954 был переведен в Москву в теоретический отдел ФИАН под руководством И. Е. Тамма. В 1957 защитил кандидатскую диссертацию по теме «К статистической теории многих частиц». В 1966 — докторскую «Нелокальная квантовая теория поля».
В 1987 был избран Членом-корреспондентом АН СССР по отделению ядерной физики (теоретическая ядерная физика).
В 1978 получил (совместно со своим учеником А. Д. Линде) премию им. М. В. Ломоносова АН СССР. В 1998 (посмертно, совместно со своей ученицей Г. В. Шпатаковской) получил премию им. И. Е. Тамма РАН.
Автор и соавтор более 270 публикаций и 5 монографий.
Скончался после болезни 4 мая 1998. Похоронен на Донском кладбище в Москве. Рядом похоронены жена Полоз Рада Михайловна (1924—2015), дочь Михаила Николаевича Полоз (23 декабря 1891 — расстрелян 3 ноября 1937, Карелия) — советского политического и государственного деятеля, революционера, была в послевоенное время репрессирована как дочь врага народа с 1947—1953, окончила строительный институт и до пенсии работала в проектных организациях Госстроя.